# Chinoiseries (film)
Pour plus de détails, voir Fiche technique et Distribution.
Chinoiseries (titre original : China Bound) est un film américain réalisé par Charles Reisner, sorti en 1929.

## Synopsis
Dans cette comédie, des occidentaux se retrouvent en plein milieu d'une révolution chinoise et s'efforceront de s'échapper en se déguisent en « Orientaux typiques » durant toute une péripétie burlesque.  

## Fiche technique
- Titre original : China Bound
- Réalisation : Charles Reisner
- Scénario : Frank Butler, Robert E. Hopkins, Peggy Kelly et Sylvia Thalberg
- Direction artistique : Cedric Gibbons
- Photographie : Reggie Lanning
- Montage : George Hively
- Société de production : Metro-Goldwyn-Mayer
- Pays de production :  États-Unis
- Format : Noir et blanc — 35 mm — 1,37:1 — Film muet
- Genre : Comédie
- Durée : 74 minutes (1 h 14)
- Date de sortie :
  - États-Unis : 18 mai 1929

## Distribution
- Karl Dane : Sharkey Nye
- George K. Arthur : Eustis
- Josephine Dunn : Joan
- Polly Moran : Sarah
- Carl Stockdale : McAllister
- Harry Woods : Officier